# Správní obvod obce s rozšířenou působností Kolín
Správní obvod obce s rozšířenou působností Kolín je od 1. ledna 2003 jedním ze dvou správních obvodů rozšířené působnosti obcí v okrese Kolín ve Středočeském kraji. Čítá 69 obcí.
Města Kolín, Kouřim, Pečky a Týnec nad Labem jsou obcemi s pověřeným obecním úřadem.

## Seznam obcí
Poznámka: Města jsou vyznačena tučně, městyse kurzívou.
- Barchovice
- Bečváry
- Bělušice
- Břežany I
- Býchory
- Cerhenice
- Církvice
- Červené Pečky
- Dobřichov
- Dolní Chvatliny
- Dománovice
- Drahobudice
- Grunta
- Horní Kruty
- Choťovice
- Chotutice
- Jestřabí Lhota
- Kbel
- Klášterní Skalice
- Kolín
- Konárovice
- Kořenice
- Kouřim
- Krakovany
- Krychnov
- Křečhoř
- Libenice
- Libodřice
- Lipec
- Lošany
- Malotice
- Nebovidy
- Němčice
- Nová Ves I
- Ohaře
- Ovčáry
- Pašinka
- Pečky
- Plaňany
- Pňov-Předhradí
- Polepy
- Polní Chrčice
- Polní Voděrady
- Radim
- Radovesnice I
- Radovesnice II
- Ratboř
- Ratenice
- Skvrňov
- Starý Kolín
- Svojšice
- Tatce
- Toušice
- Třebovle
- Tři Dvory
- Týnec nad Labem
- Uhlířská Lhota
- Veletov
- Velim
- Velký Osek
- Veltruby
- Volárna
- Vrbčany
- Zalešany
- Zásmuky
- Žabonosy
- Ždánice
- Žehuň
- Žiželice

## Obyvatelstvo
| Rok  | Obyv.  | ± %     |
| ---- | ------ | ------- |
| 1869 | 66 410 | —       |
| 1880 | 75 291 | +13,4 % |
| 1890 | 80 414 | +6,8 %  |
| 1900 | 83 671 | +4,1 %  |
| 1910 | 87 189 | +4,2 %  |

| Rok  | Obyv.  | ± %     |
| ---- | ------ | ------- |
| 1921 | 86 059 | −1,3 %  |
| 1930 | 87 592 | +1,8 %  |
| 1950 | 78 699 | −10,2 % |
| 1961 | 81 446 | +3,5 %  |
| 1970 | 80 464 | −1,2 %  |

| Rok  | Obyv.  | ± %    |
| ---- | ------ | ------ |
| 1980 | 81 075 | +0,8 % |
| 1991 | 76 315 | −5,9 % |
| 2001 | 74 434 | −2,5 % |
| 2011 | 78 814 | +5,9 % |
| 2021 | 83 909 | +6,5 % |